# Baharestan (grad)
Baharestan (perzijski: بهارستان) je novi planirani grad, smješten u Isfahanskoj pokrajini odnosno 20 km jugoistočno od Isfahana, sjeverno od gorja Laštar duž prometnice Isfahan-Širaz.

## Vanjske poveznice
- (perz.) Službene stranice grada Baharestana
- (engl.) Projektn na stranici Nakše Džahan Pars konzultanata i inženjera
- (perz.) Baharestan Novi grad, stambeni kompleks, stranica invest. projekta,  Iranska organizacija za gradski razvoji i revitaliziranje (UDRO)